# Fußball-Weltmeisterschaft 2010/England
Dieser Artikel behandelt die englische Fußballnationalmannschaft bei der Fußball-Weltmeisterschaft 2010.

## Qualifikation
Die Mannschaft qualifizierte sich über die Qualifikationsspiele des europäischen Fußballverbandes UEFA für die Weltmeisterschaft in Südafrika.
Dabei traf das Team in der ersten Runde in der Gruppe 6 auf die Ukraine, Kroatien, Belarus, Kasachstan und Andorra. In den zehn Begegnungen kam England auf eine Bilanz von neun Siegen, denen eine Niederlage (0:1 gegen die Ukraine) gegenüberstand. England qualifizierte sich als Gruppensieger direkt für die WM-Endrunde.

### Erste Runde
6. September 2008:
Andorra – England 0:2 (0:0)
10. September 2008:
Kroatien – England 1:4 (0:1)
11. Oktober 2008:
England – Kasachstan 5:1 (0:0)
15. Oktober 2008:
Belarus – England 1:3 (1:1)
1. April 2009:
England – Ukraine 2:1 (1:0)
6. Juni 2009:
Kasachstan – England 0:4 (0:2)
10. Juni 2009:
England – Andorra 6:0 (3:0)
9. September 2009:
England – Kroatien 5:1 (2:0)
10. Oktober 2009:
Ukraine – England 1:0 (1:0)
14. Oktober 2009:
England – Belarus 3:0 (1:0)

## Englisches Aufgebot
Der englische Nationaltrainer Fabio Capello gab am 11. Mai 2010 ein aus 30 Spielern bestehendes vorläufiges Aufgebot bekannt. Am 1. Juni wurden Leighton Baines, Darren Bent, Michael Dawson, Tom Huddlestone, Adam Johnson, Scott Parker und Theo Walcott aus dem WM-Kader gestrichen. Der eigentliche Kapitän Rio Ferdinand zog sich am 4. Juni eine Knieverletzung im Training zu. Für ihn wurde Michael Dawson nachnominiert. Die Kapitänsbinde trägt Steven Gerrard.
Der 23-Mann-Kader:

| Nr.               | Name                  | Verein vor WM-Beginn | Geburtstag | Spiele   | Tore     |          |          |          |          |
| Torhüter          | Torhüter              | Torhüter             | Torhüter   | Torhüter | Torhüter | Torhüter | Torhüter | Torhüter | Torhüter |
| ----------------- | --------------------- | -------------------- | ---------- | -------- | -------- | -------- | -------- | -------- | -------- |
| 1                 | David James           | FC Portsmouth        | 01.08.1970 | 3        | 0        | 0        | 0        | 0        |          |
| 12                | Robert Green          | West Ham United      | 18.01.1980 | 1        | 0        | 0        | 0        | 0        |          |
| 23                | Joe Hart              | Birmingham City      | 19.04.1987 | 0        | 0        | 0        | 0        | 0        |          |
| Abwehrspieler     |                       |                      |            |          |          |          |          |          |          |
| 2                 | Glen Johnson          | FC Liverpool         | 23.08.1984 | 4        | 0        | 2        | 0        | 0        |          |
| 3                 | Ashley Cole           | FC Chelsea           | 20.12.1980 | 4        | 0        | 0        | 0        | 0        |          |
| 5                 | Michael Dawson        | Tottenham Hotspur    | 18.11.1983 | 0        | 0        | 0        | 0        | 0        |          |
| 6                 | John Terry            | FC Chelsea           | 07.12.1980 | 4        | 0        | 0        | 0        | 0        |          |
| 13                | Stephen Warnock       | Aston Villa          | 12.12.1981 | 0        | 0        | 0        | 0        | 0        |          |
| 15                | Matthew Upson         | West Ham United      | 18.04.1979 | 2        | 1        | 0        | 0        | 0        |          |
| 18                | Jamie Carragher       | FC Liverpool         | 28.01.1978 | 2        | 0        | 2        | 0        | 0        |          |
| 20                | Ledley King           | Tottenham Hotspur    | 12.10.1980 | 1        | 0        | 0        | 0        | 0        |          |
| Mittelfeldspieler |                       |                      |            |          |          |          |          |          |          |
| 4                 | Steven Gerrard        | FC Liverpool         | 30.05.1980 | 4        | 1        | 1        | 0        | 0        |          |
| 7                 | Aaron Lennon          | Tottenham Hotspur    | 16.04.1987 | 2        | 0        | 0        | 0        | 0        |          |
| 8                 | Frank Lampard         | FC Chelsea           | 20.06.1978 | 4        | 0        | 0        | 0        | 0        |          |
| 11                | Joe Cole              | FC Chelsea           | 08.11.1981 | 2        | 0        | 0        | 0        | 0        |          |
| 14                | Gareth Barry          | Manchester City      | 23.02.1981 | 3        | 0        | 0        | 0        | 0        |          |
| 16                | James Milner          | Aston Villa          | 04.01.1986 | 3        | 0        | 1        | 0        | 0        |          |
| 17                | Shaun Wright-Phillips | Manchester City      | 25.10.1981 | 3        | 0        | 0        | 0        | 0        |          |
| 22                | Michael Carrick       | Manchester United    | 28.07.1981 | 0        | 0        | 0        | 0        | 0        |          |
| Stürmer           |                       |                      |            |          |          |          |          |          |          |
| 9                 | Peter Crouch          | Tottenham Hotspur    | 30.01.1981 | 2        | 0        | 0        | 0        | 0        |          |
| 10                | Wayne Rooney          | Manchester United    | 24.10.1985 | 4        | 0        | 0        | 0        | 0        |          |
| 19                | Jermain Defoe         | Tottenham Hotspur    | 07.10.1982 | 3        | 1        | 0        | 0        | 0        |          |
| 21                | Emile Heskey          | Aston Villa          | 11.01.1978 | 4        | 0        | 0        | 0        | 0        |          |
| Trainer           |                       |                      |            |          |          |          |          |          |          |
|                   | Fabio Capello         |                      | 18.06.1946 |          |          |          |          |          |          |

## Vorrunde
| Rang | Land      | Tore | Punkte |
| ---- | --------- | ---- | ------ |
| 1    | USA       | 4:3  | 5      |
| 2    | England   | 2:1  | 5      |
| 3    | Slowenien | 3:3  | 4      |
| 4    | Algerien  | 0:2  | 1      |

In der Vorrunde der Weltmeisterschaft 2010 in Südafrika traf die englische Fußballnationalmannschaft in der Gruppe C auf die Vereinigten Staaten, Algerien und Slowenien. In den ersten beiden Partien tat sich der Gruppenfavorit schwer und spielte jeweils nur unentschieden. Im entscheidenden dritten Spiel konnte man sich aber gegen die Slowenen mit 1:0 durchsetzen. Mit nur zwei Vorrundentoren reichte es aber nur für Platz 2 der Abschlusstabelle.
- Samstag, 12. Juni 2010; 20:30 Uhr in Rustenburg
 England –  USA 1:1 (1:1)

- Freitag, 18. Juni 2010; 20:30 Uhr in Kapstadt
 England –  Algerien 0:0

- Mittwoch, 23. Juni 2010; 16:00 Uhr in Nelson Mandela Bay/Port Elizabeth
 Slowenien –  England 0:1 (0:1)

## Finalrunde

### Achtelfinale
Das englische Team konnte sich als Gruppenzweiter der Gruppe C für das Achtelfinale qualifizieren. Dort traf es auf Deutschland, welches sich den Sieg in Gruppe D sicherte.
- Sonntag, 27. Juni 2010; 16:00 Uhr in Bloemfontein
 Deutschland –  England 4:1 (2:1)